# Oliver Zelenika
Oliver Zelenika est un footballeur croate né le 14 mai 1993 à Zagreb. Il évolue au poste de gardien de but au Lechia Gdańsk.

## Carrière
- 2011-201. : Dinamo Zagreb ( Croatie)
  - 2012-2013 : NK Rudeš ( Croatie)
  - 2013-2014 : Lokomotiva Zagreb ( Croatie)[1]